# Glenn Frey
Glenn Frey, właśc. Glenn Lewis Frey (ur. 6 listopada 1948 w Detroit, zm. 18 stycznia 2016 w Nowym Jorku) – amerykański wokalista, gitarzysta, kompozytor, autor tekstów oraz producent. Członek i współzałożyciel amerykańskiej grupy The Eagles. 

## Życiorys
W 1968 przybył do Kalifornii i w Los Angeles stworzył razem z Johnem Davidem Southerem duet Longbranch Pennywhistle. Od 1971 do 1981 był jednym z wokalistów zespołu The Eagles. Gdy grupa została rozwiązana, kontynuował działalność jako solista. W 1985 napisał i nagrał utwory „Smuggler’s Blues” i „You Belong to the City” do serialu Policjanci z Miami. Zagrał również rolę pilota-szmuglera narkotyków w odcinku „Smuggler’s Blues” (S01E15) tego serialu. W 1984 utwór „The Heat Is On” w jego wykonaniu znalazł się w czołówce filmu Gliniarz z Beverly Hills. Zmarł 18 stycznia 2016 w Nowym Jorku w wyniku komplikacji wywołanych przebytymi chorobami: reumatoidalnym zapaleniem stawów, zapaleniem okrężnicy i zapaleniem płuc.

## Dyskografia
Albumy solowe
- 1982 – No Fun Aloud
- 1984 – The Allnighter
- 1988 – Soul Searchin'
- 1992 – Strange Weather
- 1993 – Glenn Frey Live
- 1995 – Solo Collection (kompilacja)
- 2000 – The Best of Glenn Frey – 20th Century Masters – The Millennium Collection (kompilacja)
- 2012 – After Hours